# Drosophila ramsdeni
Drosophila ramsdeni är en tvåvingeart som beskrevs av Alfred Sturtevant 1916. Drosophila ramsdeni ingår i släktet Drosophila och familjen daggflugor.
Artens utbredningsområde är Kuba.